# Lucas Zelarayán
Lucas Zelarayán (Córdoba, 1992. június 20. –) argentin születésű örmény válogatott labdarúgó, a Belgrano középpályása.

## Pályafutása

### Klubcsapatokban
Zelarayán az argentínai Córdoba városában született. Az ifjúsági pályafutását a helyi Belgrano akadémiájánál kezdte.
2012-ben mutatkozott be a Belgrano első osztályban szereplő felnőtt csapatában. Először a 2012. április 25-én, a Rosario Central ellen idegenben 2–1-re elvesztett kupamérkőzés második félidejében Lucas Parodi cseréjeként lépett pályára. A ligában 2013. március 1-jén, a Newell’s Old Boys elleni találkozón debütált. Első gólját 2014. április 7-én, a River Plate ellen hazai pályán 2–1-re megnyert mérkőzésen szerezte.
2015 decemberében a mexikói Tigres UANL csapatához igazolt.
2020. január 1-jén kétéves szerződést kötött az észak-amerikai első osztályban szereplő Columbus Crew együttesével. Először 2020. március 1-jén, a New York City ellen 1–0-ra megnyert mérkőzésen lépett pályára és egyben megszerezte első gólját is a klub színeiben. A 2020-as szezon végén a Seattle Sounders ellen 3–0-ra megnyert MLS-kupa döntőjében Zelarayán két gólt szerzett és egy gólpasszt osztott ki, így hozzásegítve a klubot a második MLS-kupa győzelméhez. 2021. december 2-án még három évvel meghosszabbította a szerződését az amerikai klubbal, amely így már a 2024-es szezon végéig szól.
2023. július 31-én a szaúdi el-Fateh csapata szerződtette. 2025 januárjában visszatért korábbi klubjához az argentin Belgrano csapatához, ahova 2027 nyaráig írt alá.

### A válogatottban
Zelarayán apja révén örmény származással rendelkezik. 2021-ben debütált az örmény válogatottban. Először a 2021. október 8-ai, Izland ellen 1–1-es döntetlennel zárult VB-selejtezőn lépett pályára. Első góljait 2023. július 16-án, Wales ellen 4–2-es győzelemmel végződő EB-selejtezőn szerezte meg.

## Statisztikák
2023. július 24. szerint
| Klub          | Szezon   | Osztály          | Bajnokság | Bajnokság | Kupa  | Kupa | Nemzetközi | Nemzetközi | Összesen | Összesen |
| Klub          | Szezon   | Osztály          | Meccs     | Gól       | Meccs | Gól  | Meccs      | Gól        | Meccs    | Gól      |
| ------------- | -------- | ---------------- | --------- | --------- | ----- | ---- | ---------- | ---------- | -------- | -------- |
| Belgrano      | 2012–13  | Primera División | 8         | 0         | 0     | 0    | —          | —          | 8        | 0        |
| Belgrano      | 2013–14  | Primera División | 18        | 1         | 0     | 0    | —          | —          | 18       | 1        |
| Belgrano      | 2014     | Primera División | 19        | 4         | 0     | 0    | —          | —          | 19       | 4        |
| Belgrano      | 2015     | Primera División | 30        | 5         | 2     | 0    | —          | —          | 32       | 5        |
| Belgrano      | Összesen | Összesen         | 75        | 9         | 2     | 0    | 0          | 0          | 77       | 9        |
| Tigres UANL   | 2015–16  | Liga MX          | 15        | 1         | 1     | 0    | 4          | 0          | 20       | 1        |
| Tigres UANL   | 2016–17  | Liga MX          | 40        | 8         | 1     | 0    | 7          | 0          | 48       | 8        |
| Tigres UANL   | 2017–18  | Liga MX          | 21        | 3         | 3     | 1    | 5          | 1          | 29       | 5        |
| Tigres UANL   | 2018–19  | Liga MX          | 22        | 5         | 3     | 0    | 3          | 0          | 28       | 5        |
| Tigres UANL   | 2019–20  | Liga MX          | 15        | 4         | 0     | 0    | 0          | 0          | 15       | 4        |
| Tigres UANL   | Összesen | Összesen         | 113       | 21        | 8     | 1    | 19         | 1          | 140      | 23       |
| Columbus Crew | 2020     | MLS              | 21        | 8         | 0     | 0    | —          | —          | 21       | 8        |
| Columbus Crew | 2021     | MLS              | 32        | 12        | 0     | 0    | 4          | 1          | 36       | 13       |
| Columbus Crew | 2022     | MLS              | 29        | 10        | 1     | 1    | —          | —          | 30       | 11       |
| Columbus Crew | 2023     | MLS              | 20        | 10        | 0     | 0    | 1          | 1          | 21       | 11       |
| Columbus Crew | Összesen | Összesen         | 102       | 40        | 1     | 1    | 5          | 2          | 108      | 43       |
| Összesen      | Összesen | Összesen         | 290       | 71        | 11    | 2    | 24         | 3          | 325      | 76       |

### A válogatottban
| Válogatott   | Év       | Pályára lépés | Gól |
| ------------ | -------- | ------------- | --- |
| Örményország | 2021     | 4             | 0   |
| Örményország | 2022     | 2             | 0   |
| Örményország | 2023     | 8             | 3   |
| Örményország | 2024     | 8             | 2   |
| Összesen     | Összesen | 22            | 5   |

#### Góljai a válogatottban
| # | Időpont             | Helyszín                                                  | Ellenfél   | Gólok | Eredmény | Kiírás                              |
| - | ------------------- | --------------------------------------------------------- | ---------- | ----- | -------- | ----------------------------------- |
| 1 | 2023. június 16.    | Cardiff City Stadion, Cardiff, Wales                      | Wales      | 1–1   | 4–2      | 2024-es EB-selejtező                |
| 2 | 2023. június 16.    | Cardiff City Stadion, Cardiff, Wales                      | Wales      | 4–2   | 4–2      | 2024-es EB-selejtező                |
| 3 | 2023. november 18.  | Vazgen Sargsyan Republican Stadion, Jereván, Örményország | Wales      | 1–0   | 1–1      | 2024-es EB-selejtező                |
| 4 | 2024. szeptember 7. | Vazgen Sargsyan Republican Stadion, Jereván, Örményország | Lettország | 3–1   | 4–1      | 2024–25-ös Nemzetek Ligája (C liga) |
| 5 | 2024. október 10.   | Tórsvøllur Stadion, Tórshavn, Feröer                      | Feröer     | 1–1   | 2–2      | 2024–25-ös Nemzetek Ligája (C liga) |

## Sikerei, díjai
Tigres UANL
- Liga MX
  - Bajnok (3): 2016 Apertura, 2017 Apertura, 2019 Clausura

- Mexikói Szuperkupa
  - Győztes (3): 2016, 2017, 2018

- Campeones Cup
  - Győztes (1): 2018

Columbus Crew
- MLS
  - Bajnok (1): 2020

- Campeones Cup
  - Győztes (1): 2021

Egyéni
- MLS All-Stars: 2021, 2023